# شيكو رودريغوس
شيكو رودريغوس هو سياسي برازيلي، ولد في 23 أبريل 1951 في ريسيفي في البرازيل. نشط حزبياً في الحزب الاشتراكي البرازيلي. وقد انتخب federal deputy of Roraima ‏.